# Gare aux loups 2 : Tous à table
Série
Gare aux loups
(2016)
Pour plus de détails, voir Fiche technique et Distribution.
Gare aux loups 2 : Tous à table (titre original : Волки и овцы: Ход свиньёй), est un film d'animation russe réalisé par Vladimir Nikolaïev (ru) et Mikhaïl Babenko et sorti en 2019. C'est la suite de Gare aux loups (2016).

## Synopsis
Dans une grotte obscure, un émissaire loup rencontre Gark, chef du clan guerrier des Loups Noirs, assis sur son trône de morse. L'émissaire rapporte des rumeurs selon lesquelles Mami, une gitane, vendrait des souvenirs. Or, elle se trouve non loin d'un village harmonieux où moutons et loups vivent en paix. Gark et la meute se mettent d'accord pour attraper ce nouvel animal qui est soudainement apparu dans leur chaîne alimentaire. Ils parviennent à attraper Mami. De retour dans la société égalitaire des loups et des moutons, Belgour désigne Gris comme son nouveau successeur.
Le loup Gris devient le chef unanime. C'est alors qu'arrivent des invités inattendus : une petite brebis nommée Josie (qui était à l'origine un crocodile jusqu'à ce qu'elle boive accidentellement la potion de Mami) et un renard polaire nommé Simone, qui ont cherché un refuge pour échapper aux loups voraces. Gris les accueille à bras ouverts, malgré les soupçons sans équivoque de Zico le bélier. Le clan des loups apprend la nouvelle et attaque le village pour se procurer les nouvelles proies à dévorer. Mais ils évitent la guerre car ils savent que Gris va surmonter sa crise d'identité et redevenir un loup. Ils pourront alors facilement s'occuper du village des moutons. Gark le vainc. Il part en déclarant : « Votre alliance avec les moutons est odieuse ». Gris a quelques jours avant qu'ils ne s'emparent de leur village pour festoyer avec tout le monde et annuler le pacte sacré entre végétariens et carnivores.

## Fiche technique
- Titre français : Gare aux loups 2 : Tous à table[1],[2]
- Titre original russe : Волки и овцы: Ход свиньёй, Snejnaïa koroleva: Zazerkalie[3]
- Réalisation : Vladimir Nikolaïev (ru), Mikhaïl Babenko
- Scénario : Vladimir Nikolaïev, Alexeï Tsitsiline, Robert Lence
- Musique : Benjamin Zecker
- Production : Iouri Moskvine, Vladimir Nikolaïev, Sergueï Selianov
- Sociétés de production : CTB, Voronej
- Pays de production :  Russie
- Langue originale : russe
- Format : couleurs
- Genre : film d'animation
- Durée : 80 minutes
- Dates de sortie : 
  - Russie : 24 janvier 2019
  - France : 4 juin 2019 (sortie DVD)

## Distribution

### Voix originales
- Ielizaveta Boïarskaïa : Bianca
- Maxime Matveïev : Gris
- Galina Korneva : Simone / Mami
- Anton Iouriev : Zico
- Alexeï Sigaïev : Tchouk